# 글리제 581 f
글리제 581 f는 지구로부터 약 20광년 거리에 있는 적색왜성인 글리제 581을 공전하는 미확인 행성이다.

## 발견
칠레의 라 실라 유럽 남방 천문대의 3.6m 망원경으로 2010년 9월 29일에 발견되었으며, 관측기술로는 시선속도법이 응용되었다.

## 특징
글리제 581 f는 최소 질량이 지구의 7배로 여겨지며, 슈퍼 지구 혹은 해왕성과 비슷한 목성형 행성으로 추측된다. 모항성으로부터의 평균거리는 0.758AU로, 태양과 금성의 거리보다 조금 멀다. 어머니 별이 태양보다 어둡고 차갑기 때문에 이 거리에서 f 표면에 액체 형태의 물이 존재할 수는 없다.

## 같이 보기
- 외계행성